# Кладовище Геологів
Кладовище Геологів — єдиний діючий цвинтар м. Херсона, розташований у західному передмісті, між річкою Веревчиною та міжнародним аеропортом «Херсон». Обслуговує кладовище здійснює комунальне підприємство «Ритуальна служба м. Херсона» (вул. Молодіжна, 1).
На території кладовища розташована цвинтарна каплиця ПЦУ на честь Покрови Пресвятої Богородиці, освячена у 2016 р.

## Структура
Складається зі 101 сектора різної площі та релігійної приналежності. Зокрема має:
- Єврейський сектор (№ 1)
- Почесний сектор (№ 7)
- Сектор співробітників Морського порту (№ 8, 14)
- Сектор ветеранів Другої світової війни (№ 15, 16)
- Сектор безхатьків (№ Х)
- Сектор неідентифікованих небіжчиків (№ 64-Н, № 73-Н)
- Мусульманське кладовище (у західній частині кладовища, між секторами № 39, № 57, № 64-Н).

## Історія
Найновіший міський некрополь. Заснований у 1997 р. Відоме насамперед тим, що тут, у 2014 р. був започаткований перший в Україні сектор військових поховань, що призначався для поховання херсонців, загиблих у російсько-українській війні. План благоустрою та прив'язки могил сектору був розроблений фахівцями Українського інституту національної пам'яті. На військових могилах встановлені типові пам'ятники у формі козацьких з чорного граніту з тризубом у верхньому рамені. Сектор поділений на ділянки між якими висаджені квітники. Благоустрій сектору був здійснений Херсонською міською радою у 2015 р.

## На цвинтарі поховані
- Сторчеус Руслан Олександрович (1979—2014) — перший командир батальйону «Херсон», перший херсонець, похований на секторі військових поховань.
- Пєшков Олег Анатолійович (1971—2014) — рядовий міліції, загинув у боях під Іловайськом.
- Ковальов Владислав Вікторович (1984—2014) — рядовий міліції, загинув у боях під Іловайськом.
- Мазур Павло Валерійович (1984—2014) — рядовий міліції, загинув у боях під Іловайськом.
- Набєгов Роман Валерійович (1986—2014) — молодший лейтенант міліції, загинув у боях під Іловайськом.
- Чернов Олександр Олександрович (1988—2014) — старший солдат Збройних сил України, загинув у боях під Іловайськом.
- Гандзюк Катерина Вікторівна (1985—2018) — політична діячка, жертва резонансного замаху.
- Моісєєнко Сергій Олександрович (1988—2021) — молодший сержант Збройних сил України, учасник російсько-української війни.